# Фало
Фало (итал. Fallo) је насеље у Италији у округу Кјети, региону Абруцо.
Према процени из 2011. у насељу је живело 162 становника. Насеље се налази на надморској висини од 571 м.

## Становништво
Према резултатима пописа становништва 2011. у општини је живело 146 становника.
| 1931. | 1936. | 1951. | 1961. | 1971. | 1981. | 1991. | 2001. | 2011. |
| ----- | ----- | ----- | ----- | ----- | ----- | ----- | ----- | ----- |
| 794   | 787   | 713   | 610   | 391   | 342   | 217   | 162   | 146   |